# Haltitunturi
Der Haltitunturi (kurz: Halti; auch: Haltiatunturi; nordsamisch Háldi; schwedisch Haldefjäll) ist ein Fjell (tunturi) in Norwegen und Finnland. Mit einer Höhe von 1324 Metern ist er die höchste Erhebung Finnlands.
Der Halti liegt im äußersten Nordwesten des Landes in der Provinz Lappland, an der Grenze zu Norwegen im Wildnisgebiet (Erämaa-alue) Käsivarren erämaa-alue. Der höchste Gipfel des Halti-Massivs, der 1365 Meter hohe Ráisduattarháldi liegt auf norwegischer Seite rund zwei Kilometer nördlich der Grenze. Die Höhe des höchsten Punkts in Finnland wurde lange mit 1328 Metern angegeben, tatsächlich liegt dieser Messpunkt aber knapp auf norwegischer Seite. Der höchste Punkt auf finnischer Seite hat eine Höhe von 1324 Metern. Die Bergspitze ist nur 25 km (Luftlinie) vom Meer entfernt (Kåfjord in der norwegischen Provinz Troms). Der kürzeste Anstieg verläuft über die norwegische Seite.
In Norwegen gab es von 2015 bis 2016 Überlegungen, Finnland zum 100. Jubiläum der finnischen Unabhängigkeitserklärung im Jahr 2017 den 1331 m hohen Nebengipfel Haldičohkka zu schenken. Dazu wäre eine Verlegung der finnisch-norwegische Staatsgrenze um etwa 200 m notwendig gewesen. Im Oktober 2016 wurden diese Pläne von der norwegischen Ministerpräsidentin Erna Solberg aufgrund hoher juristischer Hürden abgelehnt.